# Entrammes
Entrammes és un municipi francès, situat al departament de Mayenne i a la regió del País del Loira.

## Monuments
- Termes gal·loromanes
- Abadia de Notre-Dame du Port du Salut